# Banesto (bank)
Banesto (Banco Español de crediTo) was een Spaanse bank. Het bedrijf, dat in de jaren '90 financiële problemen kende, is buiten Spanje voornamelijk bekend van de gelijknamige wielerploeg, die ze van 1990 tot 2003 sponsorde.
In 2005 werd de 45-jarige voorzitter van Banesto, Ana Patricia Botin, door de zakenkrant Financial Times (FT) uitgeroepen tot de machtigste zakenvrouw in Europa.
In 2012 werd Banesto geabsorbeerd door hun grootste aandeelhouder Banco Santander waarbij de merknaam Banesto uit het straatbeeld verdween.